# Einar Steen-Nøkleberg
Einar Steen-Nøkleberg (* 25. April 1944 in Østre Toten, Fylke Oppland, Norwegen) ist ein norwegischer Pianist.

## Leben und Wirken
Steen-Nøkleberg absolvierte Studien bei Nicolai Dirdal und Hans Leygraf und gewann Wettbewerbe und Preise, wie zum Beispiel 1975 den Preis der Norwegischen Presse für seine Interpretation von Edvard Griegs Klavierkonzert. Die BBC in London zeichnete seine Aufnahmen des gleichen Werkes als die beste auf dem Markt aus.
Steen-Nøkleberg konzertierte als Solist international mit Orchestern wie dem London Symphony Orchestra, der Königlichen Kapelle Kopenhagen, den Warschauer Philharmonikern, den Chinesischen Philharmonikern sowie den Osloer Philharmonikern. Zu seinem Repertoire zählen Werke verschiedener Stilrichtungen vom musikalischen Barock über die Wiener Klassik, die Romantik bis hin zu Werken von u. a. Maurice Ravel, Paul Hindemith und Arnold Schönberg. Hierzu zählt insbesondere auch das gesamte Klavierwerk von Edvard Grieg, Halfdan Kjerulf und Harald Sæverud.
Steen-Nøkleberg lehrte ab 1970 als Dozent am Institut für Musikwissenschaft der Universität Oslo und von 1973 bis 1975 an der Norwegischen Musikakademie Oslo. Anschließend war er bis 1981 sowie von 1994 bis 2012 Professor für Klavier an der Musikhochschule Hannover. Zudem wurde er 1982 zum Professor an der Norwegischen Musikakademie ernannt. Seit seiner Emeritierung im Jahr 2014 unterrichtet er weiterhin. Er gibt weltweit Meisterkurse u. a. am Mozarteum in Salzburg sowie an der École Normale de Musique de Paris und wirkt außerdem als Juror bei zahlreichen internationalen Wettbewerben.
Im Jahr 1993 gründete er in Oslo die Oslo Grieg Society, die den „Concours Grieg“ für Pianisten sowie den Edvard-Grieg-Komponistenwettbewerb durchführt.  Im Jahr 2000 gründete er den Internationalen Grieg-Klavierwettbewerb in Bergen. Zudem leitete er die Neuausgabe der Klavierwerke von Edvard Grieg beim Verlag Henle.
Steen-Nøklebergs Diskografie umfasst mehr als 50 Aufnahmen und beinhaltet neben der Aufnahme des gesamten Klavierwerkes von Edvard Grieg, Halfdan Kjerulf, Harald Sæverud und Thomas Tellefsen auch Werke von u. a. Johann Sebastian Bach, Ludwig van Beethoven, Franz Schubert und Frédéric Chopin.